# Rzyki
Rzyki – wieś w Polsce, położona w województwie małopolskim, w powiecie wadowickim, w gminie Andrychów.
W latach 1975–1998 wieś położona była w województwie bielskim.

## Położenie
Pola i zabudowania miejscowości Rzyki znajdują się w dolinie potoku Rzyczanka, oraz na stokach wznoszących się nad nią gór Beskidu Małego. Od południa jest to północno-wschodni grzbiet Potrójnej (Czarnego Gronia) i Pasmo Łamanej Skały, od wschodu odchodzący od Gronia Jana Pawła II jego boczny, północno-zachodni grzbiet. Komunikację zapewnia MZK, PKS oraz busy.

## Pochodzenie nazwy
Nazwa wsi pochodzi od licznie spływających potoków. Pierwotnie Rzyki określano jako Nową Wieś. Później pojawiły się: Rzeczki, Rzyczki.
Po osadnikach wołoskich pozostały ślady w postaci nazw przysiółków np. Praciaki (od słowa proc – człowiek zajmujący się hodowlą świń).

## Integralne części wsi
| przysiółki | Czarny Groń, Hatale, Hatalówka, Młockówka, Potrójna, Praciaki, Pracica, Równice, Sordylówka |
| części wsi | Biczaki, Burowie, Butory, Frysie, Haczki, Jagódki, Kiszczaki, Kopry, Krzysie, Kubiki, Mikołajki, Młocki Dolne. Młocki Górne, Młynarczyki, Moskwiki, Mydlarze, Sabudy, Służyny, Sobale, Styły, Szafarze, Szczęśniaki, Ścibory, Tomiczki, Urbanki, Wantoły, Wawrzyny |

## Historia
Rzyki powstały w latach 1558–1560. Po raz pierwszy wzmiankowane zostały w 1564 roku jako Nowa Wieś, w 1569 jako Nowa Wieś Zagorniki, a w 1580 jako Rzeczki. Zostały zasiedlone ludnością wołoską na prawie wołoskim. Były siedzibą wojdy dla okolic Beskidu Małego.
Słynęły z wyrobu gontów zwanych regionalnie pascekami. Mieszkańcy zajmowali się również tkactwem i wyrobem szkła. W XVIII w. na stokach Turonia (683 m) funkcjonowała niewielka huta szkła. W 1789 roku powołano tutaj sąd kupiecki, który rozpatrywał sprawy osadników klucza zatorskiego.
Według danych z 31 grudnia 2014 roku miejscowość miała 3171 mieszkańców. Na terenie wsi działalność duszpasterską prowadzi Kościół Rzymskokatolicki (parafia św. Jakuba).

## Zabytki
Obiekt wpisany do rejestru zabytków nieruchomych województwa małopolskiego.
- Zespół sakralny: kościół pw. św. Jakuba Starszego, otoczenie.

Inne
- Stara kuźnia w Rzykach, przy której odpoczywał Karol Wojtyła.

## Osoby związane z miejscowością
- Mieczysław Kozłowski – żołnierz NOW-AK, dowódca oddziału Żołnierzy Wyklętych, zamordowany przez UB[11].

## Sport
W Rzykach istnieje futbolowy Ludowy Klub Sportowy Leskowiec Rzyki który został założony w 1957 roku. Największym sukcesem klubu jest dwukrotny awans do ligi okręgowej.

## Turystyka
Rzyki leżą u podnóża Leskowca. Przez wieś przebiegają szlaki turystyczne:
 – z Rzyk na przełęcz pomiędzy Leskowcem a Groniem Jana Pawła II.
 – z Inwałdu do Rzyk.
We wsi znajduje się Całoroczny Ośrodek Wypoczynkowy „Czarny Groń” (z rozbudowaną bazą noclegową i wypoczynkową), SKI-Centrum Pracica (stoki narciarskie z niezbędną infrastrukturą) oraz kilka gospodarstw agroturystycznych.